# Ясьоново (гміна Рутка-Тартак)
Ясьоново (пол. Jasionowo) — село в Польщі, у гміні Рутка-Тартак Сувальського повіту Підляського воєводства.
Населення — 89 осіб (2011).
У 1975-1998 роках село належало до Сувальського воєводства.

## Демографія
Демографічна структура станом на 31 березня 2011 року:
|          | Загалом | Допрацездатний вік | Працездатний вік | Постпрацездатний вік |
| -------- | ------- | ------------------ | ---------------- | -------------------- |
| Чоловіки | 43      | 9                  | 31               | 3                    |
| Жінки    | 46      | 15                 | 22               | 9                    |
| Разом    | 89      | 24                 | 53               | 12                   |